# Radijska emitiranost
Radijska emitiranost (eng. airplay), pojam koji obuhvaća koliko je skladba bila radijski difuzirana na radijskim postajama. Skladba koja je svirana nekoliko puta svaki dan (vrti se) ima veliku emitiranost. Glazba koja je postala vrlo popularna na džuboksevima, noćnim klubovima i diskotekama između 1940-ih i 1960-ih isto je imala emitiranost.